# 科纳 (朗德省)
科纳（法語：Cauna，法語發音：[kona]）是法国朗德省的一个市镇，属于蒙德马桑区。

## 地理
科纳（43°46'54"N, 0°38'21"W）面积13.39 平方千米，位于法国新阿基坦大区朗德省，该省份为法国西南部沿海省份，是法國本土面积第二大的省，北起吉倫特省，西临大西洋，南至大西洋比利牛斯省，东临热尔省，东北与洛特-加龍省接壤。
与科纳接壤的市镇（或旧市镇、城区）包括：欧里斯、拉莫特、勒勒伊、圣瑟韦、苏普罗斯、图卢泽特。

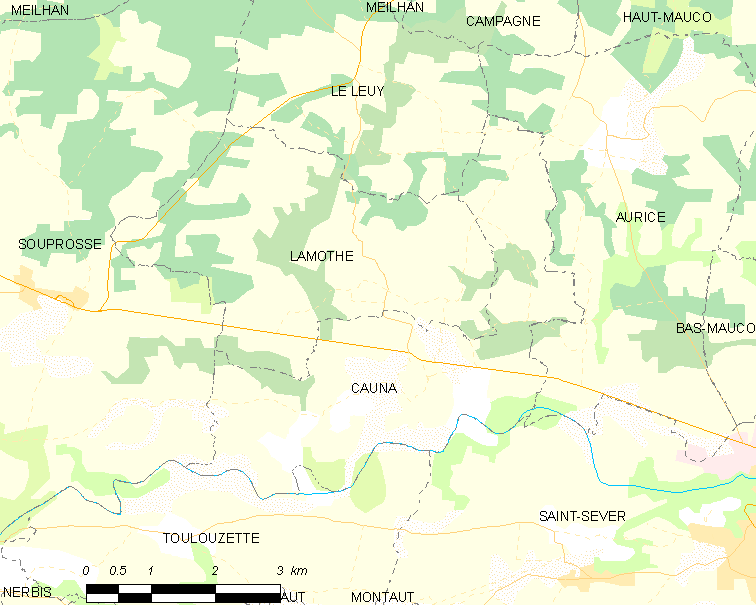
的OSM定位图

科纳的时区为UTC+01:00、UTC+02:00（夏令时）。

## 行政
科纳的邮政编码为40500，INSEE市镇编码为40076。

## 政治
科纳所属的省级选区为沙洛斯-蒂尔桑县。

## 人口

1962-2008年间人口变化图示

科纳于2022年1月1日时的人口数量为423人。